# Назаров, Учкун Эгамбердиевич
Учкун Эгамбердиевич Назаров (27 ноября 1934, Ташкент — 16 июня 2016, Ташкент) — советский узбекский кинорежиссёр и писатель. Заслуженный артист Узбекской ССР (1967), лауреат Государственной премии Узбекской ССР имени Хамзы (1979).

## Биография
Родился в 1934 году в Ташкенте.
В 1959 году окончил режиссёрский факультет Ташкентского театрально-художественного института им. А. Островского.
Некоторое время работал режиссёром в Кокандском театре драмы им. Хамзы.
С 1961 года начал печататься с рассказами, в 1963 году был участником IV-го Всесоюзного совещания молодых писателей.
С 1960-х годов и до конца жизни работал на киностудии «Узбекфильм» режиссёром, в 1960—1990 годах снял с десяток фильмов, ко многим из которых сам написал сценарии.
Являлся членом Союза кинематографистов СССР и Союза писателей СССР.
Умер в 2016 году в Ташкенте, похоронен на кладбище «Минор».

## Режиссёр фильмов
- 1964 — Жизнь прошла ночью — режиссёр и автор сценария
- 1968 — Парень и девушка — режиссёр
- 1970 — Порыв — режиссёр и соавтор сценария
- 1971 — Схватка — режиссёр
- 1973 — Караван — режиссёр
- 1975 — Огненный берег — режиссёр
- 1977 — Это было в Коканде — режиссёр
- 1979 — Ливень — режиссёр
- 1981 — Роща памяти — режиссёр
- 1983 — Проводы невесты — режиссёр и автор сценария
- 1990 — Битва трёх королей — сорежиссёр

## Писатель
Его первый рассказ «Люди» был опубликован в 1961 году в газете «Литература и искусство Узбекистана», через год вышел первый одноимённый сборник рассказов.
Рассказы печатались в журнале «Шарк Юлдузи», в переводе на русский язык были опубликованы в журнале «Дружба народов».
Затем выходили сборники его рассказов и повестей: «Гордость» (1965), «Фидо» (1970), «Вихрь» (1971), «Листопад» (на русском языке, 1976), «Джурат» (1977), «Чайралуу» (на кыргызском языке, 1980), «Верность» (на русском языке, 1987), «Для других» (1988), роман «Год скорпиона» (1990), «Огонь» (1996), «Паймона» (2010).
Писал как на русском языке, так и на узбекском, при этом, считал необходимым перевод узбекской литературы на русский язык:

Я благодарен русскому языку, который мне или таким, как я, позволил познакомиться со всеми шедеврами, со всей литературой мирового класса. Мы могли читать только на русском языке эту литературу. Мы не могли читать в оригинале, потому, что этих языков мы не знали.— Учкун Назаров, из интервью 2002 года

## Награды
- 1967 — Заслуженный артист Узбекской ССР
- 1976 — Премия Ленинского комсомола Узбекской ССР — за фильм «Огненный берег»
- 1977 — Специальный диплом на Всесоюзном фестивале телевизионных фильмов в Ленинграде — за фильм «Это было в Коканде»
- 1979 — Государственная премия Узбекской ССР имени Хамзы — за фильм «Это было в Коканде»[2]
- 1986 — Орден «Знак Почёта»